# Aligot negre comú
L'aligot negre comú (Buteogallus anthracinus) és una espècie d'ocell de la família dels accipítrids (Accipitridae). Habita els boscos, pantans, manglars i sabanes d'Amèrica del Nord, Central i del Sud, des del sud dels Estats Units, a través de Mèxic i Amèrica central fins al nord i est de Colòmbia, costa de l'Equador, costa nord de Veneçuela, Guyana, Trinitat i l'illa de Saint Vincent. El seu estat de conservació es considera de risc mínim.

## Taxonomia
Antany l'aligot negre de manglar (Buteogallus subtilis Thayer et Bangs, 1905), de la costa de Colòmbia, Equador i nord del Perú, es considerava una espècie diferent, però va passar a ser considerat una subespècie de l'aligot negre comú (Buteogallus anthracinus subtilis), després de les publicacions de Clark, 2007.